# Lafoea grandis
Lafoea grandis är en nässeldjursart som beskrevs av Walter Douglas Hincks 1874. Lafoea grandis ingår i släktet Lafoea och familjen Lafoeidae. Inga underarter finns listade i Catalogue of Life.